# История Молли Х
«История Молли Х» (англ. The Story of Molly X) — фильм нуар режиссёра Крейна Уилбура, который вышел на экраны в 1949 году.
Фильм рассказывает о Молли, вдове убитого гангстера (Джун Хэвок), которая берёт на себя руководство бандой, задаваясь целью отомстить за убийство мужа. Когда после неудачного ограбления она оказывается в тюрьме, туда же садится и подружка убитого Молли гангстера (Дороти Харт) с намерением расквитаться с ней. Однако образцовая тюрьма меняет взгляды Молли на жизнь, и она выходит на свободу изменившимся человеком.
Критики разошлись во мнениях при оценке фильма, посчитав его как неубедительным, так и увлекательным. При этом с положительной стороны была отмечена игра Джун Хэвок в главной роли.

## Сюжет
В марте 1945 года в ресторане на 19-м этаже одного из небоскрёбов Сан-Франциско Молли (Джун Хэвок), вдова Рика, убитого три месяца назад в Канзас-Сити гангстера, проводит встречу с членами его банды Кэшем Брейди (Джон Расселл) и Родом Марклом (Эллиотт Льюис). На встречу приходит также подружка Маркла по имени Энн (Дороти Харт), которая ревнует его к Молли, однако Молли просит её уйти, так как собирается обсуждать деловые вопросы. После её ухода Молли объявляет гангстерам, что решила взять руководство бандой мужа на себя, и уже подготовила несколько дел. Вскоре на одной из городских улиц бандиты преследуют машину, перевозящую зарплату. Когда машина выезжает на пустынную улицу в промышленном квартале, бандиты устраивают автоаварию, затем, угрожая оружием, быстро отбирают мешок с деньгами и скрываются на двух машинах. На следующий день пятеро членов банды, собравшись в квартире Молли, читают в газете сообщение об ограблении, в ходе которого было похищено 50 тысяч долларов. В этот момент в дверь стучит Энн, которая вернулась, хотя Род приказал ей уехать подальше. Род готов ударить её, но Кэш его останавливает. Молли и Энн выходят в соседнюю комнату, где Энн настаивает на том, что у неё с Родом всё серьёзно. Она подозревает, что Молли хочет заполучить Рода себе, после чего угрожает ей, что знает о Роде достаточно много, чтобы он мог от неё уйти. Однако Молли отвечает, что Род интересует её только как профессионал. 
В день окончания Второй мировой войны Молли планирует провернуть очередное дело. Во время всеобщего ликования бандиты проникают в банковское хранилище ценностей. Однако когда с помощью электросварки они пытаются вскрыть дверь хранилища, срабатывает сигнализация и помещение обволакивает едкий дым. Бандитам удаётся выбраться на улицу, однако отравившийся газом Кэш не может бежать, и прибывшая полиция успевает схватить его.
Молли возвращается домой, где говорит Роду об опасениях, что вскоре за ней придёт полиция. Род говорит, что у него внизу стоит машина и есть приличная сумма денег, предлагая ей сейчас же бежать, однако при условии, что она будет с ним. Род сознаётся Молли, что давно был от неё без ума, и убил Рика, чтобы быть с ней. Род пытается поцеловать Молли, однако она отворачивается, достаёт пистолет и стреляет в Рода в упор, после чего уходит. На лестнице Молли встречает Кэша, который сбежал из полиции. Она сообщает Кэшу о том, что произошло, после этого Кэш поднимается в квартиру. Затем он вывозит труп Рода в железнодорожное депо, бросая его в холодильный вагон поезда, отправляющегося на Восточное побережье. Затем Кэш отвозит Молли на свою тайную квартиру, отбирает у неё пистолет, забрасывая его на крышу телефонной будки на первом этаже дома. Однако когда они заходят в квартиру, появляются полицейские во главе с капитаном полиции Брином (Чарльз Макгроу). Брин арестовывает их, сообщая, что они уже поймали двух других членов банды, и те дали признательные показания. Брин спрашивает, где может скрываться Род, однако Молли и Кэш уверяют, что им это не известно. Некоторое время спустя в вагоне находят труп Рода, после чего Брин пытается обвинить в этом убийстве Молли, однако она не сознаётся. В суде Молли признаёт, что стояла во главе банды, совершившей оба ограбления. В камеру к Молли приходит Энн, которую Молли обвиняет в том, что это она сообщила полиции об ограблении и подставила всех членов банды. В свою очередь Энн отвечает, что уверена в том, что это Молли убила Рода, и обещает ей отомстить. За два ограбления Молли приговаривают к тюремному заключению. Энн продолжает искать доказательства того, что Молли убила Рода, обыскивая его квартиру, но ничего не находит.
Накануне Рождества Молли направляют отбывать наказание в женское исправительное учреждение в Техачапи. Территория учреждения больше напоминает парк, а помещения — женское общежитие. В учреждении разрешается носить макияж и иметь помаду. Первым делом Молли направляют на трёхнедельный карантин, в ходе которого она проходит всесторонний медицинский осмотр. Затем Молли направляют к директору учреждения Норме Калверт (Кэтрин Уоррен), которая рассказывает группе новых заключённых об особом порядке содержания в учреждении, цель которого не столько наказать человека, сколько вернуть его подготовленным к нормальной жизни. Поэтому там можно не только работать, но и получить образование. Миссис Калверт напоминает девушкам, что им назначен неопределённый срок заключения. По истечении шести месяцев заключения каждую из них вызовут на заседание совета попечителей тюрьмы, на котором с учётом поведения для каждой будет установлен точный срок заключения. После карантина Молли выдают тюремную одежду, которая выглядит как обычный женский халат, и направляют в двухместную камеру, которая больше похожа на обычную комнату, только с решётками на окнах. Соседкой Молли оказывается Дженни (Кэти Льюис), которая уже провела некоторое время в заведении и одобрительно высказывается об установленных тут порядках. На следующее утро Молли курит в постели и не торопится на завтрак. Когда старшая по этажу сообщает, что Молли будет работать в швейном цехе, та отказывается выходить на работу. Миссис Калверт поручает старшей по этажу временно лишить Молли всех привилегий, уверенная в том, что скоро та изменится. В столовой другие девушки, узнав, что Молли отказалась работать, решают объявить ей бойкот. На совещании у Калверт сотрудники учреждения обсуждают поведение Молли с психологом, заключая, что она ведёт себя так, потому что либо чего-то боится, либо что-то скрывает.
Вскоре Молли видит, как одну из девушек, приговорённую за убийство к смертной казни, оправляют в тюрьму Сан-Квентин для исполнения приговора. Тяжело переживая тот факт, что сама является убийцей, Молли плачет в своей комнате, и Дженни утешает её. Молли сочувствует приговорённой девушке, рассказывая Дженни собственную историю. Её отец был хорошим человеком, но рано умер. Мать вскоре вышла замуж за мерзкого типа, который стал домогаться её, а когда ей было 16 лет лишил девственности. Молли боялась кому-либо об этом рассказывать, а когда сказала матери, та обвинила во всём дочь и выгнала её из дома. Завершая свой рассказ, Молли говорит, что если бы у неё была тогда такая возможность, она бы убила мужа матери. Страдая в комнате от одиночества, Молли вскоре просит, чтобы ей дали работу. Молли направляют в прачечную, где старшая хозяйка миссис Мэк (Изабель Джуэлл) запрещает ей курить и требует соблюдать порядок. Молли хочет ударить её, однако девушка по имени Дон (Конни Гилкрист) её останавливает. Вскоре у Молли возникает случайная стычка с другой заключённой, и когда Мэк разнимает их, в прачечной неожиданно раздаётся мощный взрыв и начинается пожар. Молли разбивает окно в прачечной и помогает девушкам быстро выбраться на улицу, спасая их о смерти. Наконец, наступает день заседания тюремного совета, который должен решить судьбу Молли. Члены совета отмечают высокий IQ Молли, но при этом обращают внимание на то, что она очень скрытна в отношении своей личной жизни. Первые три месяца она вела себя враждебно и всех ненавидела, но в последнее время изменилась. А её поведение во время взрыва в прачечной изменило представление о ней. Вызвав Молли, члены совета выясняют, что ни у самой Молли, ни у её убитого мужа нет семьи, так что у неё не осталось родственников на свободе. Затем Калверт объявляет Молли приговор — семь лет с возможностью условно-досрочного освобождения через два года в случае примерного поведения. На работе статус Молли повышают, переводя из прачечной на раскройку материала.
Капитан Брин приезжает в учреждение для встречи с Молли. В разговоре с Калверт он выражает удивление установленным там порядкам, называя его «загородным клубом». Калверт объясняет капитану философию её учреждения. Когда приходит Молли, Брин пытается добиться от неё информации о том, кто убил её мужа и кто убил Рода. Брин подозревает, что Род мог убить Рика, а самого Рода убил Кэш, чтобы защитить от него Молли, однако у него нет улик, и до сих пор не найдено орудие убийства — пистолет 38 калибра. Молли говорит, что ей ничего не известно о том, кто совершил эти убийства. Вскоре во время праздничного вечера настроение Молли резко портится, когда она видит, что в тюрьму прибыла Энн. Молли выводит Энн в отдельную комнату для разговора наедине. Энн говорит, что умышленно совершила незначительное мошенничество, чтобы попасть в это учреждение к Молли. Энн говорит, что намерена выяснить, кто убил Рода и добиться наказания убийцы, на что Молли отвечает, что не хочет проблем, так как до выхода по удо ей осталось семь месяцев. Хотя другие девушки просят Энн оставить Молли в покое, та продолжает её преследовать. Оставшись с Молли наедине Энн заявляет, что ключ к раскрытию убийства заключается в орудии убийства, которое спрятано где-то в доме. Так как в квартире пистолет не найден, он должен быть где-то поблизости. Энн заявляет, что когда пистолет найдут, то Молли отправят в газовую камеру. Вскоре девушки замечают, что у них стали пропадать вещи. Некоторое время спустя хозяйка по этажу находит вещи у Молли, но никто из девушек не верит в то, что Молли способна на такие мелкие кражи. Вскоре во время бейсбольного матча во дворе Молли выкручивает Энн руку и уводит её за постройки, где их ожидает группа девушек. Между Молли и Энн происходит жестокая драка, в ходе которой Молли одерживает верх. После этого Энн сознаётся, что это она крала вещи, чтобы подставить Молли. Когда появляется надзирательница, девушки говорят, что Энн упала с дерева, а Молли её спасла.
Вскоре после этого Молли выпускают на свободу, определяя ей местом проживания Лос-Анджелес. У Молли велик соблазн уехать в Сан-Франциско, чтобы перепрятать пистолет, однако её офицер по удо напоминает Молли, что ей строго запрещено среди прочего покидать город и встречаться с кем-либо из членов её банды. Офицер по удо нашла для неё скромную однокомнатную квартиру и работу на швейной фабрике Криса Ренбоу (Уолли Махер). Хотя Крис знает о криминальном прошлом Молли, он принимает её хорошо, особенно после того, как видит, какие платья она шила во время пребывания в учреждении. Кто-то присылает Ренбоу подмётные письма, очерняющие Молли, однако Ренбоу не ведётся на это, и, более того, переводит Молли из закройщиков в дизайнеры, когда видит, как хорошо и творчески она работает. Вечером Ренбоу подвозит Молли домой, завуалировано делая ей предложение, однако Молли даёт понять, что не может его принять, пока не уладит некоторые дела из своей прошлой жизни. Около дома Молли поджидает Энн, которая заявляет, что полиция нашла оружие, из которого был убит Род, на котором имеются отпечатки пальцев Кэша. По словам Энн, скоро Кэша будут судить за убийство, и в подтверждение своих слов Энн показывает газетную вырезку. Тем же вечером Энн звонит Брину. Из их разговора становится ясно, что Энн встречалась с Молли по указанию Брина, который таким образом рассчитывал спровоцировать Молли скрыть следы убийства Рода. Энн сообщает Брину, что Молли улетает в Сан-Франциско на самолёте. По прибытии в Сан-Франциско Молли заходит в свой дом и достаёт с крыши телефонной будки пистолет. В этот момент за ней наблюдает Брин. Тем же вечером Молли приезжает в участок к Брину, чтобы сознаться в убийстве. Она рассказывает под протокол, как всё произошло. После этого Брин вызывает Кэша, который говорит, что после выстрела Молли пуля лишь задела грудь Рода, но прошла мимо, в результате чего тот лишь потерял сознание. После этого, по словам Кэша, он зашёл в квартиру и застрелил Рода из своего пистолета, и экспертиза это подтвердила. Молли плачет, понимая, что теперь, наконец, сможет начать новую жизнь, а Брин размышляет о том, что, может быть, он действительно был не прав по поводу новой исправительной системы.

## В ролях
- Джун Хэвок — Молли Х
- Джон Расселл — Кэш Брейди
- Дороти Харт — Энн
- Конни Гилкрист — Доун
- Кэти Льюис — Дженни
- Сара Бернер — Эми
- Сандра Гулд — Вера
- Кэтрин Уоррен — Норма Калверт
- Чарльз Макгроу — капитан полиции Брин
- Эллиотт Льюис — Род Маркл
- Уолли Махер — Крис Ренбоу
- Изабель Джуэлл — миссис Мэк (в титрах не указана)

## Создатели фильма и исполнители главных ролей
Сценарист и режиссёр Крейн Уилбур был специалистом по тюремным фильмам. Среди 22 его фильмов тюремной тематике посвящены такие картины, как «Враг народа» (1935), «Кэньон-Сити» (1948), «За стеной» (1950), «За стенами тюрьмы Фолсом» (1951) и «Дом женщин» (1962). Как отметил кинокритик Хэл Эриксон, Крейн Уилбур, «кинокарьера которого началась ещё с фильма 1914 года „Опасные похождения Полины“, привносит весь свой многолетний опыт режиссёрской работы в этот фильм».
Джун Хэвок известна по ролям в комедиях «Моя сестра Эйлин» (1942) и «Миллионы Брюстера» (1945), социально-политической драме «Джентльменское соглашение» (1947), а также фильмам нуар «Железный занавес» (1948), «Чикагский предел» (1949) и «Украв однажды» (1950).
Джон Расселл более всего известен ролями в вестернах, таких как «Яркий свет солнца» (1953) и «Рио Браво» (1958), а также фильмах нуар «Поддержка» (1949), «Толстяк» (1951), «Бандитская империя» (1952) и «Попавший в ад» (1957). Расселл также добился заметного признания на телевидении, где, в частности, играл главные роли в приключенческом сериале «Солдаты свободы» (1957—1959) и вестерне «Представитель закона» (1958—1962).
Дороти Харт известна по фильмам нуар «Обнажённый город» (1948), «Кража» (1948), «Поддержка» (1949), «За стеной» (1950), «За стенами тюрьмы Фолсом» (1951), «Я был коммунистом для ФБР» (1951) и «Кредитная акула» (1952).

## История создания фильма
Рабочими названиями этого фильма были «Техачапи» (англ. Tehachapi) и «Техачапи: история Молли Х» (англ. Tehachapi: The Story of Molly X ).
По информации «Голливуд Репортер», первоначально на главную роль планировалась актриса Джинджер Роджерс, однако она была вынуждена отказаться из-за нестыковки съёмочных графиков. Также журнал сообщает, что прежде чем взять на роль Джун Хэвок, рассматривались также кандидатуры Полетт Годдар и Шелли Уинтерс.
Фильм стал кинодебютом для признанной пары радиоактёров Кэти и Эллиотта Льюисов.
В рецензии журнала Newsweek отмечалось, что фильм снимался на натуре в «ультрапрогрессивном коррекционном учреждении для женщин в Техачапи». Фильм начинается со следующего письменного пролога: «Сцены, показанные здесь, снимались в тех самых местах, о которых они рассказывают. Показанные порядки и методы работы — именно те, которые сегодня использует Департамент исправительных работ штата Калифорния».

## Оценка фильма критикой

### Общая оценка фильма
Как заключил после выхода картины кинообозреватель «Нью-Йорк Таймс» Босли Краузер, «в фильме мало содержания и мало что возбуждает». По мнению критика, «в фильме значительно больше эмоций, чем убедительности. Мисс Хэвок, может быть, и выглядит очень мило, но ей определённо не удаётся подавить зрителя ощущением своей холодной непокорности, даже когда она произносит некоторые совсем не дамские фразы». Что же касается остальных женщин-заключённых, то они выглядят «не более злыми и антиобщественными, чем молодые леди в старших классах школы в каком-нибудь Коннектикуте». Что касается актёров-мужчин, то они «ничем не отличаются от бандитов в любом из других фильмов категории В».
Современный киновед Майкл Кини назвал картину «низкобюджетным нуаром категории В, который является приятным сюрпризом благодаря умному сценарию, который даже решается говорить о темах сексуального надругательства над детьми как о причине антисоциального поведения преступника». Кини отмечает также «живой обмен репликами, хорошую актёрскую игру, потрясающий неожиданный финал и увлекательные сцены экшна (особенно, поражает реалистичная кулачная драка между Хэвок и Харт, которую они проводят как пара профессиональных средневесов), от чего этот увлекательный и незабываемый нуар только выигрывает».

### Оценка актёрской игры
Рецензент журнала TV Guide отмечает игру Хэвок в «заглавной роли жены гангстера, которая хочет отомстить человеку, который убил её мужа». По его словам, «Хэвок старается, но и ей не удаётся сделать многого из-за слабости сценария». Леонард Молтин также выделяет Хэвок, которая «в роли вдовы гангстера честно и старательно разыскивает убийцу своего мужа». По мнению Хэла Эриксона, «Хэвок играет заглавную роль живо и ярко». В то время, как актёры второго плана играют «крайне неровно, Хэвок несёт драматическую и эмоциональную нагрузку фильма с уверенным профессионализмом».